# WWOOF

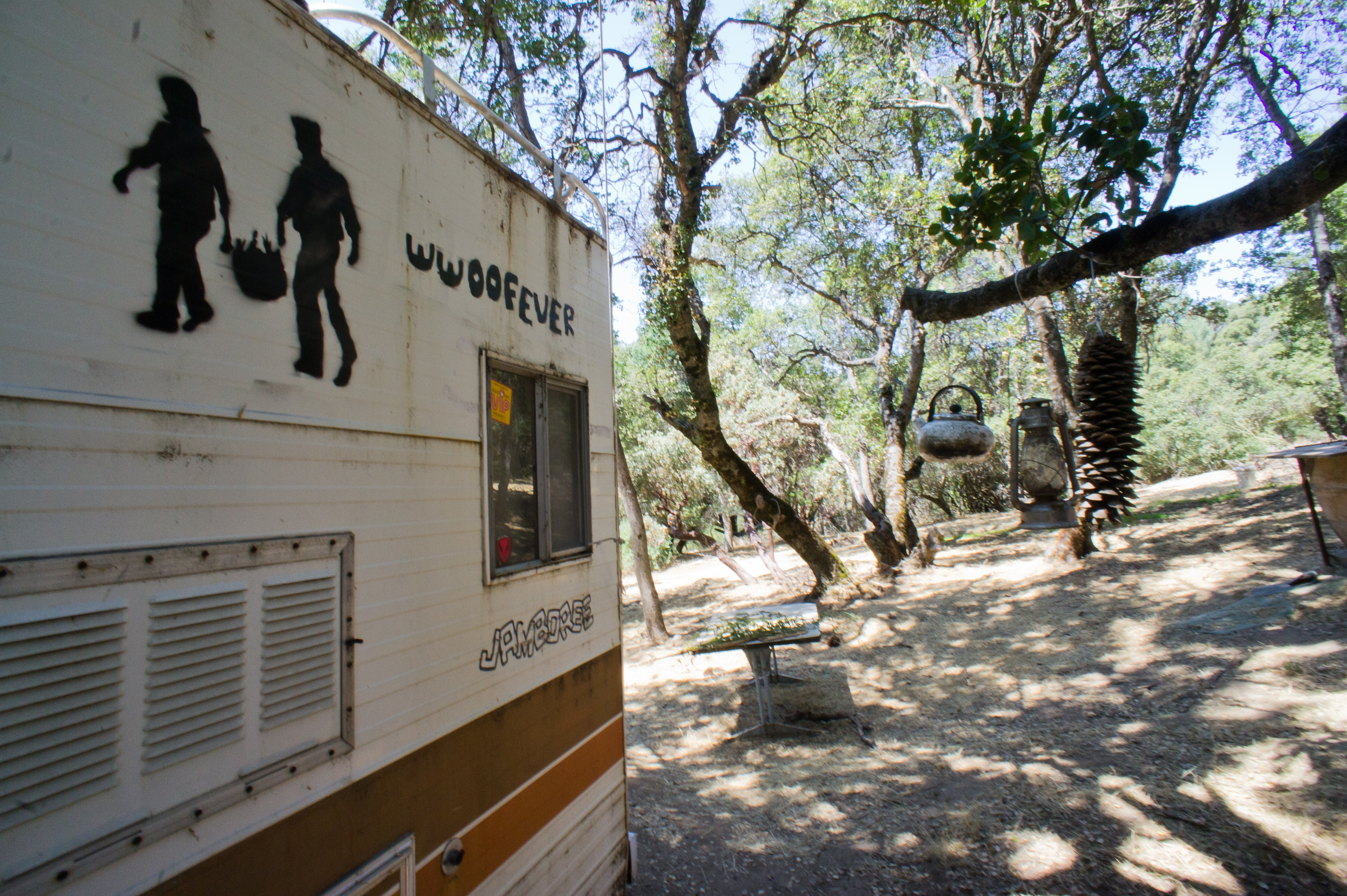

World-Wide Opportunities on Organic Farms (oportunitats a escala mundial en granges orgàniques), de vegades també Willing Workers on Organic Farms, és una xarxa hospitalària de caràcter dispers que facilita la col·locació de voluntaris en granges orgàniques. Actualment compta amb 8000 granges participants en 88 països.
Malgrat haver grups WWOOF en tot el món, no hi ha cap organització ni llistat central. Tampoc hi ha una subscripció internacional WWOOF. Totes les organitzacions reconegudes com a WWOOF mantenen uns estàndards similars (però no idèntics) i treballen conjuntament per promoure l'agricultura ecològica i per posar en contacte els voluntaris amb els productors. Aquestes organitzacions també prenen el paper de supervisors, mediant en cas de conflicte i donant consells.
Els voluntaris de WWOOF ("WWOOFers") no reben cap pagament ni ajuda financera pel seu treball. Els hostes ofereixen menjar, allotjament i l'oportunitat d'aprendre, a canvi d'assistència en tasques agrícoles o pecuàries. La duració del voluntariat pot variar, des d'uns pocs dies fins a anys. Generalment els voluntaris ajuden cada dia entre 4 i 6 hores (màxim 30 hores a la setmana)
Els woofers provenen de diferents estils de vida. Estudiants amb recursos limitats que volen passar les vacances en la natura, persones interessades en l'agricultura bio (o futurs agricultors) o bé gent que vol obtenir productes naturals per a consum propi. Hi ha d'altres que ho fan per tenir contacte amb persones que porten un altre estil de vida.
Per ser part de la comunitat WWOOF s'ha de pagar 20 € (individual) o 36 € (conjunta) i és vàlida durant un any.

## Història
El moviment WWOOF va començar el 1970 en el Regne Unit. Va ser Sue Coppard, qui va crear el primer grup de WWOOF, va començar explorant el Llunyà Orient.
En un principi representava Working Weekends on Organic Farms, però va anar creixent, a causa de la difusió i les invitacions que oferien els hostes. Cada cop, el nombre d'amfitrions va començar a créixer, variant des de granges, petites propietats i vivers d'herbes fins a fructífers horts.

## WWOOF al voltant del món
Hi ha 132 països que compten amb programes WWOOF, tots actuen de forma independent.
Es pot anar a Àfrica, Amèrica, Europa, Mig Est i Àsia-Pacífic